# Chicago Bears 2017
La stagione 2017 dei Chicago Bears è stata la 98ª della franchigia nella National Football League e la terza e ultima con John Fox come capo-allenatore. La squadra ha migliorato il record di 3–13 dell'anno precedente concludendo sul 5–11 senza raggiungere i playoff e soffrendo la quarta annata consecutiva con più sconfitte che vittorie. Questa è stata inoltre la prima stagione dal 1969 in cui la squadra non è riuscita a battere nessun avversario della propria division.
Questa è stata la prima stagione dal 2008 senza Jay Cutler come quarterback titolare, chiudendo un'epoca di otto stagioni. I Bears invece hanno firmato come free agent l'ex quarterback dei Tampa Bay Buccaneers Mike Glennon dopo di che hanno effettuato uno scambio di scelte nel draft NFL 2017 per salire alla seconda chiamata assoluta e selezionare Mitchell Trubisky. Glennon ha iniziato le prime quattro gare come titolare prima di essere spostato in panchina in favore di Trubisky dopo avere vinto una sola partita.
Il 1º gennaio 2018, dopo avere fallito per il terzo anno consecutivo nell'avere un bilancio di vittorie positivo, Fox è stato licenziato il giorno successivo alla sconfitta per i 23–10 contro i Vikings.

## Scelte nel Draft 2017
| Scelte dei Bears nel Draft 2017 |        |                   |       |                    |
| Giro                            | Scelta | Giocatore         | Ruolo | College            |
| 1                               | 2      | Mitchell Trubisky | QB    | North Carolina     |
| 2                               | 45     | Adam Shaheen      | TE    | Ashland            |
| 4                               | 112    | Eddie Jackson     | S     | Alabama            |
| 4                               | 119    | Tarik Cohen       | RB    | North Carolina A&T |
| 5                               | 147    | Jordan Morgan     | G     | Kutztown           |

## Staff
| Staff dei Chicago Bears nel 2017 |
| --- |
| Organi dirigenziali - Chairman: George McCaskey - Presidente/CEO: Ted Phillips - General manager: Ryan Pace Capo allenatore - John Fox Altri allenatori - Assistente del capo-allenatore/Coordinatore dello Special Team: Joe DeCamillis - Coordinatore dello sviluppo della forza e della condizione: Mike Clark - Assistente dello sviluppo della forza e della condizione: Jim Arthur - Qualità e controllo dell'attacco: Brendan Nugent e Carson Walch - Qualità e controllo della difesa: Sean Desal e Chris Harris Allenatori dell'attacco - Coordinatore dell'attacco: Dowell Loggains - Quarterback: Dave Ragone - Running Back: Stan Drayton - Wide Receiver: Curtis Johnson - Tight End: Frank Smith - Assistente Offensive Line: Ben Wilkerson Allenatori della difesa - Coordinatore della difesa: Vic Fangio - Defensive Line: Mike Phair - Assistente Defensive Line: Michael Sinclair - Linebacker: Tim Tibesar - Defensive Back: Jon Hoke Allenatori dello special team - Assistente dello Special Team: Dwayne Stukes |

## Roster
| Roster dei Chicago Bears nel 2017 |
| --- |
| Quarterback - 8 Mike Glennon - 6 Mark Sanchez - 10 Mitchell Trubisky Running Back - 46 Michael Burton FB - 29 Tarik Cohen - 30 Benny Cunningham - 24 Jordan Howard - 33 Taquan Mizzell Wide Receiver - 15 Josh Bellamy - 18 Tre McBride - 14 Deonte Thompson - 12 Markus Wheaton - 11 Kevin White - 13 Kendall Wright Tight End - 85 Daniel Brown - 86 Zach Miller - 87 Adam Shaheen - 88 Dion Sims Offensive Linemen - 76 Tom Compton T - 55 Hroniss Grasu C - 72 Charles Leno Jr. T - 75 Kyle Long G - 70 Bobby Massie T - 71 Josh Sitton G - 79 Bradley Sowell T - 65 Cody Whitehair C Defensive Linemen - 90 Jonathan Bullard DE - 91 Eddie Goldman NT - 96 Akiem Hicks DE - 73 John Jenkins NT - 74 Roy Robertson-Harris DE - 98 Mitch Unrein DE Linebacker - 93 Sam Acho OLB - 94 Leonard Floyd OLB - 50 Jerrell Freeman ILB - 52 Christian Jones ILB - 44 Nick Kwiatkoski ILB - 92 Pernell McPhee OLB - 59 Danny Trevathan ILB - 97 Willie Young OLB Defensive Back - 38 Adrian Amos FS - 20 Prince Amukamara CB - 26 Deon Bush FS - 37 Bryce Callahan CB - 31 Marcus Cooper CB - 21 Quintin Demps SS - 23 Kyle Fuller CB - 39 Eddie Jackson FS - 22 Cre'Von LeBlanc CB - 27 Sherrick McManis CB Special Team - 4 Connor Barth K - 49 Andrew DePaola LS - 16 Pat O'Donnell P Lista delle riserve - 25 Ka'Deem Carey RB (IR) - 99 Lamarr Houston OLB (IR) - 64 Eric Kush C (IR) - 32 Deiondre' Hall FS (IR) - 81 Cameron Meredith WR (IR) - 67 Jordan Morgan G (IR) - 82 Rueben Randle WR (IR) - 48 Patrick Scales LS (IR) Squadra di allenamento - 58 Jonathan Anderson ILB - 84 Ben Braunecker TE - 68 Rashaad Coward DE - 19 Tanner Gentry WR - 60 Brandon Greene T - 36 DeAndre Houston-Carson FS - 47 Isaiah Irving OLB - 68 Dieugot Joseph T - 63 Cameron Lee G - 53 John Timu ILB 53 attivi, 8 inattivi, 10 nella squadra di allenamento, 0 free agent |
| Legenda - I rookie sono in corsivo. - Il primo ruolo è il principale mentre gli eventuali successivi indicano i ruoli secondari. - (IR) sta per Injured Reserve ed indica la lista ristretta per un solo giocatore infortunato che può tornare ad allenarsi dopo la settimana 6 e a rientrare in prima squadra dopo che questa ha giocato 8 partite. - (NF-Inj.) / (NF-Ill.) stanno rispettivamente per Non-Football Injured e Non-Football Illness ed indicano le liste dove viene inserito un giocatore che ha un infortunio o una malattia non dipendente dal football americano. - (PUP) sta per Physically Unable to Perform ed indica la lista dove viene inserito un giocatore mentre è in attesa di recuperare la condizione fisica. Nella stagione regolare dopo la sesta partita giocata dalla propria squadra, il giocatore ha tempo tre settimane per riprendere ad allenarsi, più tre settimane aggiuntive dal suo rientro agli allenamenti per rientrare in prima squadra. |

## Calendario
Il calendario della stagione è stato annunciato il 20 aprile 2017.
| Turno | Data               | Avversario              | Risultato          | Record             | Stadio                  | NFL.com GameBook                                            | NFL.com recap      |
| ----- | ------------------ | ----------------------- | ------------------ | ------------------ | ----------------------- | ----------------------------------------------------------- | ------------------ |
| 1     | 10/9               | Atlanta Falcons         | S 17–23            | 0–1                | Soldier Field           | GameBook                                                    | Recap              |
| 2     | 17/9               | at Tampa Bay Buccaneers | S 7–29             | 0–2                | Raymond James Stadium   | GameBook                                                    | Recap              |
| 3     | 24/9               | Pittsburgh Steelers     | V 23–17 (DTS)      | 1–2                | Soldier Field           | GameBook                                                    | Recap              |
| 4     | 28/9               | at Green Bay Packers    | S 14–35            | 1–3                | Lambeau Field           | GameBook                                                    | Recap              |
| 5     | 9/10               | Minnesota Vikings       | S 17–20            | 1–4                | Soldier Field           | GameBook                                                    | Recap              |
| 6     | 15/10              | at Baltimore Ravens     | V 27–24 (DTS)      | 2–4                | M&T Bank Stadium        | GameBook Archiviato il 18 ottobre 2017 in Internet Archive. | Recap              |
| 7     | 22/10              | Carolina Panthers       | V 17–3             | 3–4                | Soldier Field           | GameBook                                                    | Recap              |
| 8     | 29/10              | at New Orleans Saints   | S 12–20            | 3–5                | Mercedes-Benz Superdome | GameBook                                                    | Recap              |
| 9     | Settimana di pausa | Settimana di pausa      | Settimana di pausa | Settimana di pausa | Settimana di pausa      | Settimana di pausa                                          | Settimana di pausa |
| 10    | 12/11              | Green Bay Packers       | S 16–23            | 3–6                | Soldier Field           | GameBook                                                    | Recap              |
| 11    | 19/11              | Detroit Lions           | S 24–27            | 3–7                | Soldier Field           | GameBook                                                    | Recap              |
| 12    | 26/11              | at Philadelphia Eagles  | S 3–31             | 3–8                | Lincoln Financial Field | GameBook                                                    | Recap              |
| 13    | 3/12               | San Francisco 49ers     | S 14–15            | 3–9                | Soldier Field           | GameBook                                                    | Recap              |
| 14    | 10/12              | at Cincinnati Bengals   | V 33–7             | 4–9                | Paul Brown Stadium      | GameBook                                                    | Recap              |
| 15    | 16/12              | at Detroit Lions        | S 10–20            | 4–10               | Ford Field              | GameBook                                                    | Recap              |
| 16    | 24/12              | Cleveland Browns        | V 20–3             | 5–10               | Soldier Field           | GameBook                                                    | Recap              |
| 17    | 31/12              | at Minnesota Vikings    | S 10–23            | 5–11               | U.S. Bank Stadium       | GameBook                                                    | Recap              |

Gli avversari della propria division sono in grassetto.

## Classifiche

### Conference
| Classifica della NFC 2017                                | Classifica della NFC 2017  | Classifica della NFC 2017 | Classifica della NFC 2017 | Classifica della NFC 2017 | Classifica della NFC 2017 | Classifica della NFC 2017 | Classifica della NFC 2017 | Classifica della NFC 2017 | Classifica della NFC 2017 | Classifica della NFC 2017 | Classifica della NFC 2017 | Classifica della NFC 2017 |
| #                                                        | Squadra                    | Division                  | V                         | P                         | N                         | %                         | DIV                       | CONF                      | PF                        | PS                        | D                         | STR                       |
| -------------------------------------------------------- | -------------------------- | ------------------------- | ------------------------- | ------------------------- | ------------------------- | ------------------------- | ------------------------- | ------------------------- | ------------------------- | ------------------------- | ------------------------- | ------------------------- |
| Vincitori delle division                                 |                            |                           |                           |                           |                           |                           |                           |                           |                           |                           |                           |                           |
| 1                                                        | xyz* – Philadelphia Eagles | East                      | 13                        | 3                         | 0                         | 81,3%                     | 5-1                       | 10-2                      | 457                       | 295                       | 162                       | P-1                       |
| 2                                                        | xyz – Minnesota Vikings    | North                     | 13                        | 3                         | 0                         | 81,3%                     | 5-1                       | 10-2                      | 382                       | 252                       | 130                       | V-3                       |
| 3                                                        | xy – Los Angeles Rams      | West                      | 11                        | 5                         | 0                         | 68,8%                     | 4-2                       | 7-5                       | 478                       | 329                       | 149                       | P-1                       |
| 4                                                        | xy – New Orleans Saints    | South                     | 11                        | 5                         | 0                         | 68,8%                     | 4-2                       | 8-4                       | 448                       | 326                       | 122                       | P-1                       |
| Wild Card                                                |                            |                           |                           |                           |                           |                           |                           |                           |                           |                           |                           |                           |
| 5                                                        | xw – Carolina Panthers     | South                     | 11                        | 5                         | 0                         | 68,8%                     | 3-3                       | 7-5                       | 363                       | 327                       | 36                        | P-1                       |
| 6                                                        | xw – Atlanta Falcons       | South                     | 10                        | 6                         | 0                         | 62,5%                     | 4-2                       | 9-3                       | 353                       | 315                       | 38                        | V-1                       |
| Non qualificate per i playoff                            |                            |                           |                           |                           |                           |                           |                           |                           |                           |                           |                           |                           |
| 7                                                        | Detroit Lions              | North                     | 9                         | 7                         | 0                         | 56,3%                     | 5-1                       | 8-4                       | 410                       | 376                       | 34                        | V-1                       |
| 8                                                        | Seattle Seahawks           | West                      | 9                         | 7                         | 0                         | 56,3%                     | 4-2                       | 7-5                       | 366                       | 332                       | 34                        | P-1                       |
| 9                                                        | Dallas Cowboys             | East                      | 9                         | 7                         | 0                         | 56,3%                     | 5-1                       | 7-5                       | 354                       | 332                       | 22                        | V-1                       |
| 10                                                       | Arizona Cardinals          | West                      | 8                         | 8                         | 0                         | 50%                       | 3-3                       | 5-7                       | 295                       | 361                       | -66                       | V-2                       |
| 11                                                       | Green Bay Packers          | North                     | 7                         | 9                         | 0                         | 43,8%                     | 2-4                       | 5-7                       | 320                       | 384                       | -64                       | P-3                       |
| 12                                                       | Washington Redskins        | East                      | 7                         | 9                         | 0                         | 43,8%                     | 1-5                       | 5-7                       | 342                       | 388                       | -46                       | P-1                       |
| 13                                                       | San Francisco 49ers        | West                      | 6                         | 10                        | 0                         | 37,5%                     | 1-5                       | 3-9                       | 331                       | 383                       | -52                       | V-5                       |
| 14                                                       | Tampa Bay Buccaneers       | South                     | 5                         | 11                        | 0                         | 31,3%                     | 1-5                       | 3-9                       | 335                       | 382                       | -47                       | V-1                       |
| 15                                                       | Chicago Bears              | North                     | 5                         | 11                        | 0                         | 31,3%                     | 0-6                       | 1-11                      | 264                       | 320                       | -56                       | P-1                       |
| 16                                                       | New York Giants            | East                      | 3                         | 13                        | 0                         | 18,8%                     | 1-5                       | 1-11                      | 246                       | 388                       | -142                      | V-1                       |
| Legenda                                                  |                            |                           |                           |                           |                           |                           |                           |                           |                           |                           |                           |                           |
| w — Qualificata ai playoff come wild card                |                            |                           |                           |                           |                           |                           |                           |                           |                           |                           |                           |                           |
| x — Qualificata ai playoff                               |                            |                           |                           |                           |                           |                           |                           |                           |                           |                           |                           |                           |
| y — Vincitrice della division                            |                            |                           |                           |                           |                           |                           |                           |                           |                           |                           |                           |                           |
| z — Qualificata direttamente al secondo turno di playoff |                            |                           |                           |                           |                           |                           |                           |                           |                           |                           |                           |                           |
| * — Vantaggio del fattore campo nei playoff              |                            |                           |                           |                           |                           |                           |                           |                           |                           |                           |                           |                           |

## Premi individuali

### Pro Bowler
Nessun giocatore dei Bears è stato convocato per il Pro Bowl 2018.

### Premi settimanali e mensili
- Eddie Jackson:

miglior difensore della NFC della settimana 7